# Programa Shuttle-Mir
El Programa Shuttle–Mir fue un programa de colaboración entre Rusia y Estados Unidos, que consistió en la visita de los transbordadores espaciales a la estación espacial Mir, el viaje de cosmonautas rusos en el transbordador y de astronautas estadounidenses en las naves naves Soyuz para dedicarse a expediciones de larga duración en la estación espacial Mir.

## Programa
El programa, en ocasiones denominado 'Fase Uno', se diseñó para permitir a los Estados Unidos aprender de la experiencia rusa en vuelos espaciales de larga duración y para fomentar un espíritu cooperativo entre las dos naciones y sus respectivas agencias espaciales, la NASA y la Roscosmos. Este prepararía el camino para futuras aventuras espaciales cooperativas; en concreto, para la 'Fase Dos' del proyecto conjunto, la construcción de la Estación Espacial Internacional. Anunciado en 1993 y con el inicio de las misiones en 1994, el programa continuo hasta su finalización programada en 1998, y consistía en once misiones del transbordador, un vuelo conjunto Soyuz y casi 1000 días en el espacio para astronautas estadounidenses durante siete expediciones.
Durante los cuatro años que duró el programa, las dos naciones consiguieron muchos hitos en los vuelos espaciales, incluyendo el primer astronauta americano en volar en una nave espacial Soyuz, el mayor vehículo espacial que hasta la fecha había volado jamás en la historia, y el primer paseo espacial de un estadounidense usando un traje espacial ruso Orlan.
El programa estaba, sin embargo, viciado por varios asuntos, es de notar la seguridad de la Mir después de un fuego y una colisión  de la estación, los pocos fondos del programa espacial ruso y las preocupaciones de los astronautas sobre las actitudes los administradores del programa. A pesar de todo, se desarrolló una gran cantidad de experimentos científicos, y de las operaciones combinadas se ganó habilidad en la construcción de estaciones espaciales y conocimiento en el trabajo cooperativo en aventuras espaciales, permitiendo construir la EEI sin muchos menos problemas de los que hubieran sido posibles.

## Misiones

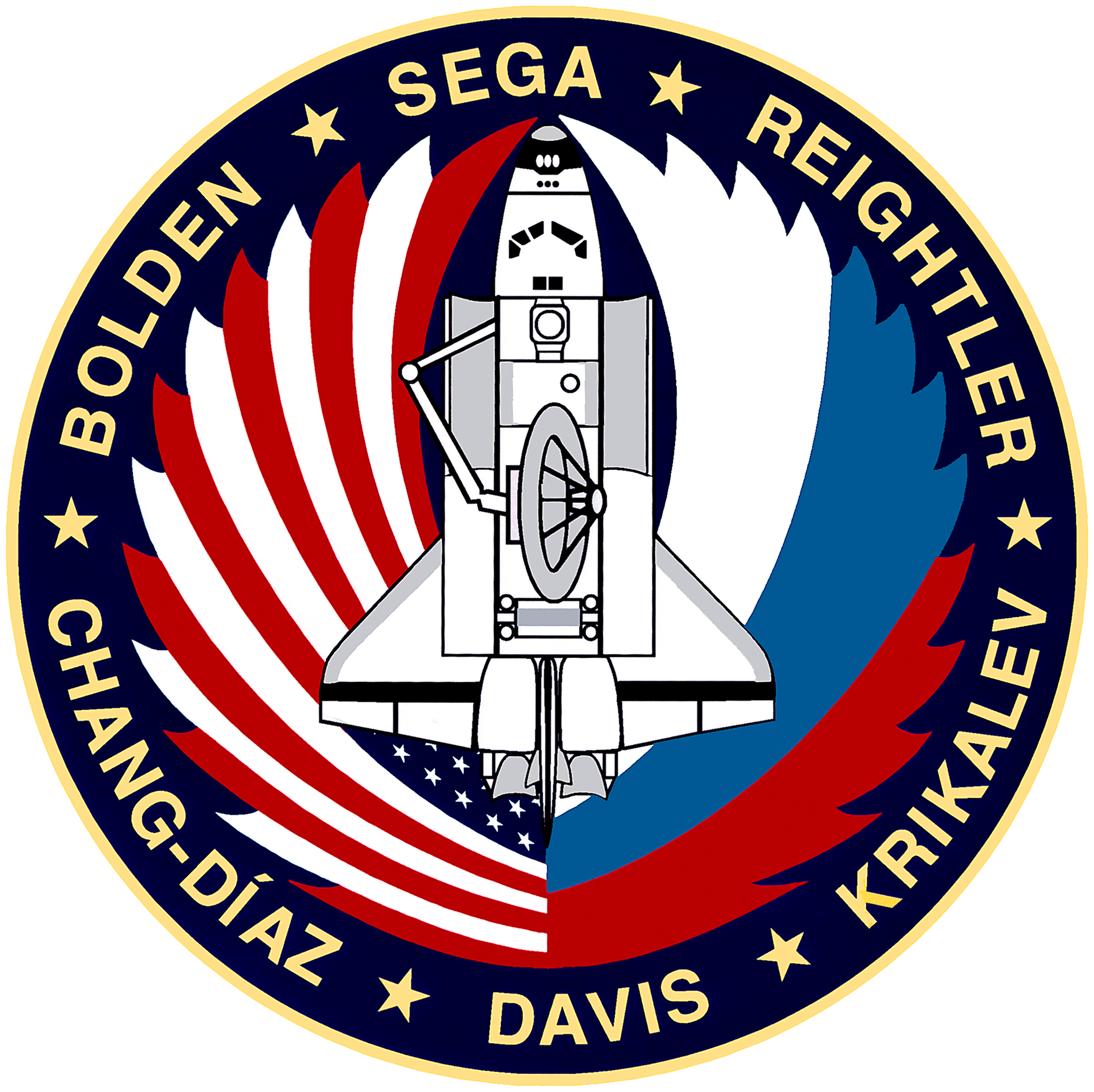
STS-60
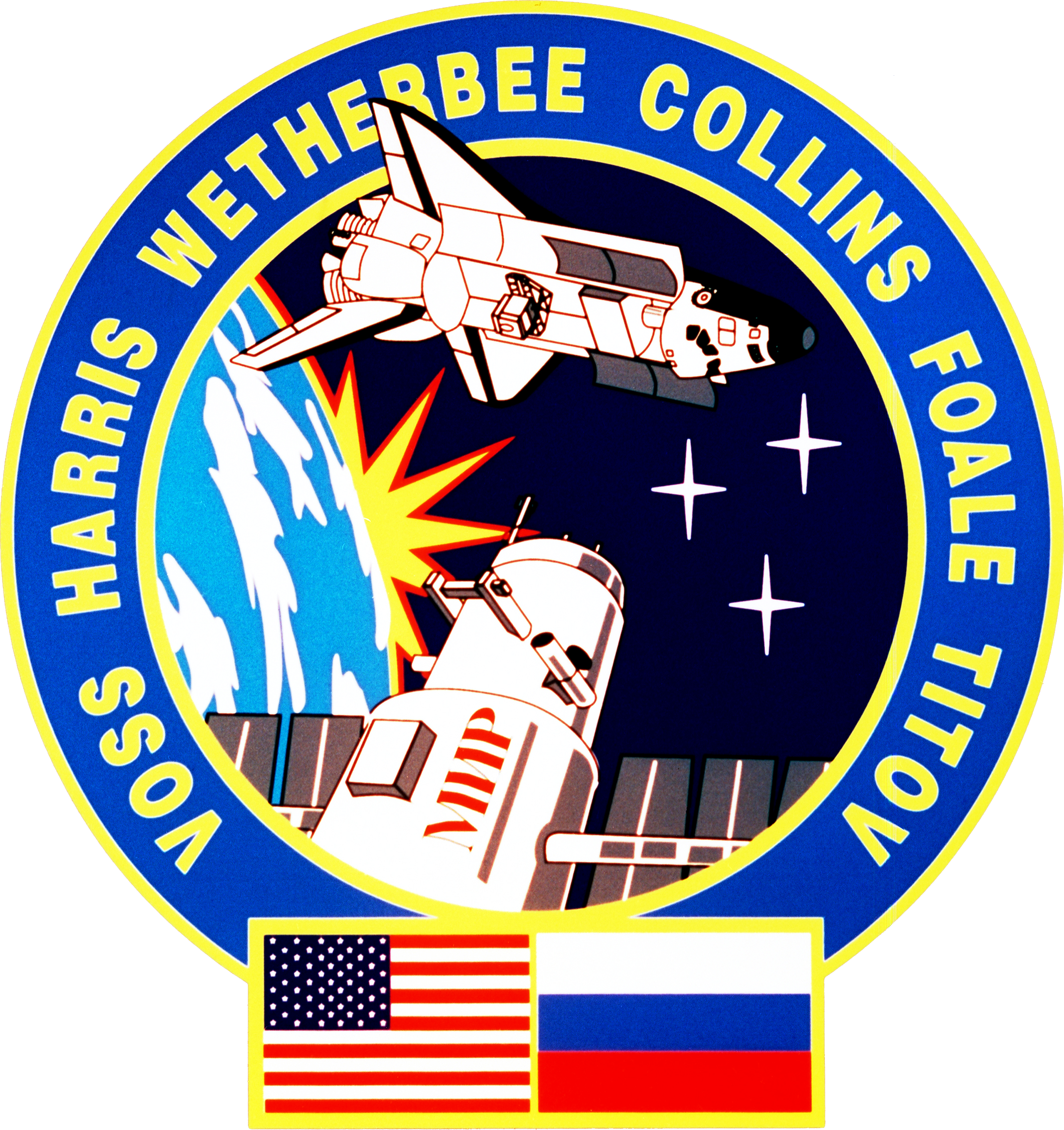
STS-63
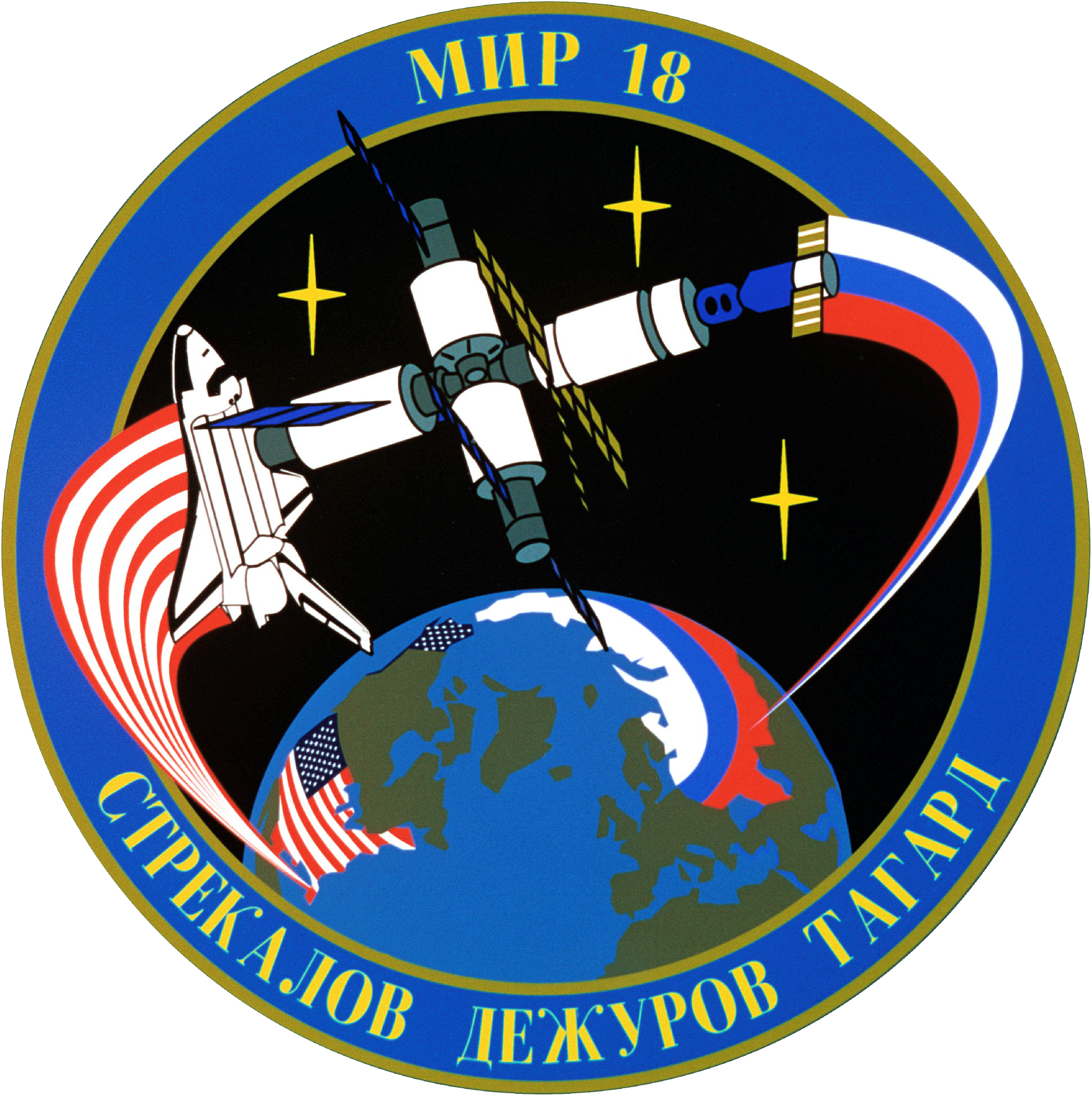
Soyuz TM-21
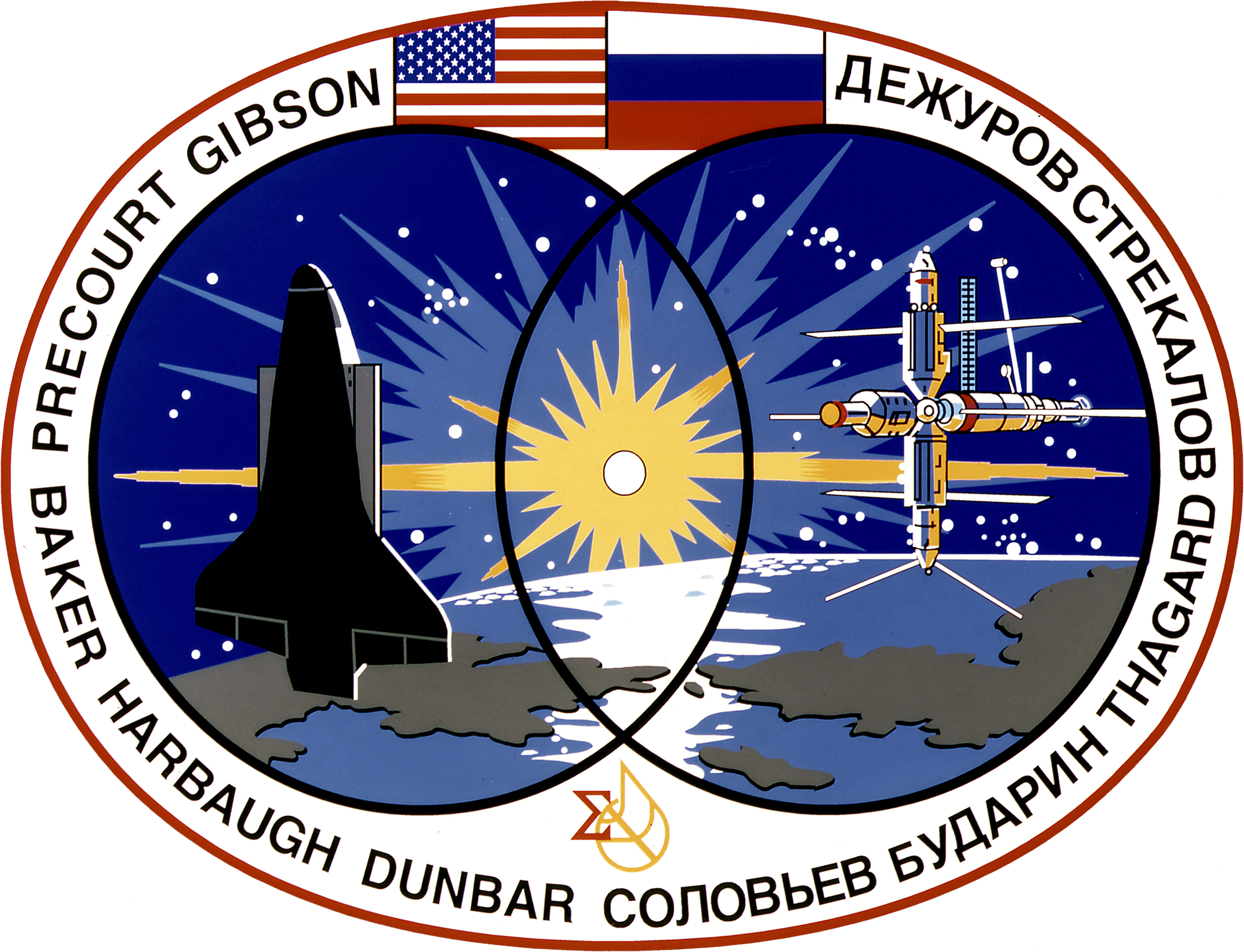
STS-71
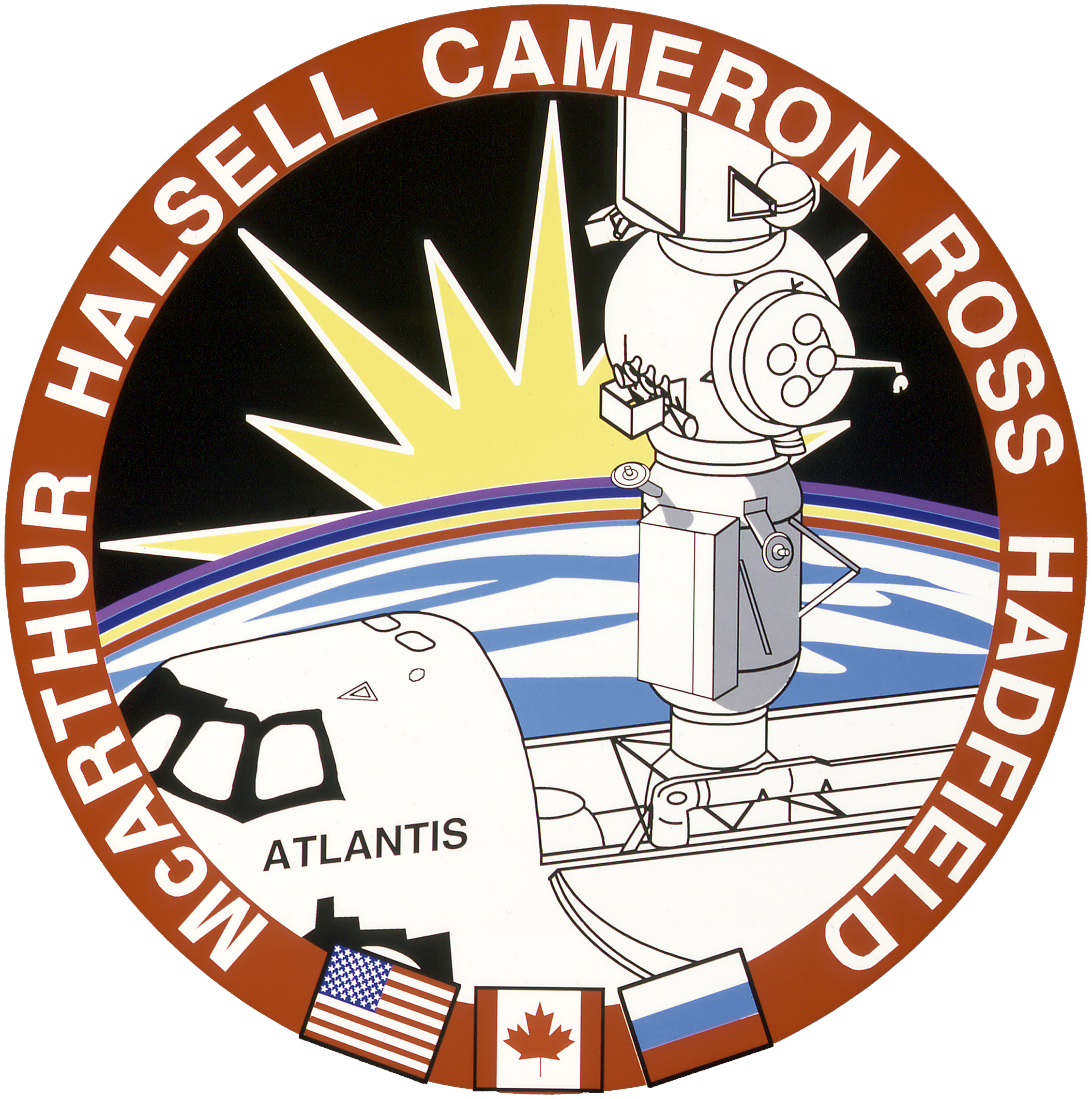
STS-74
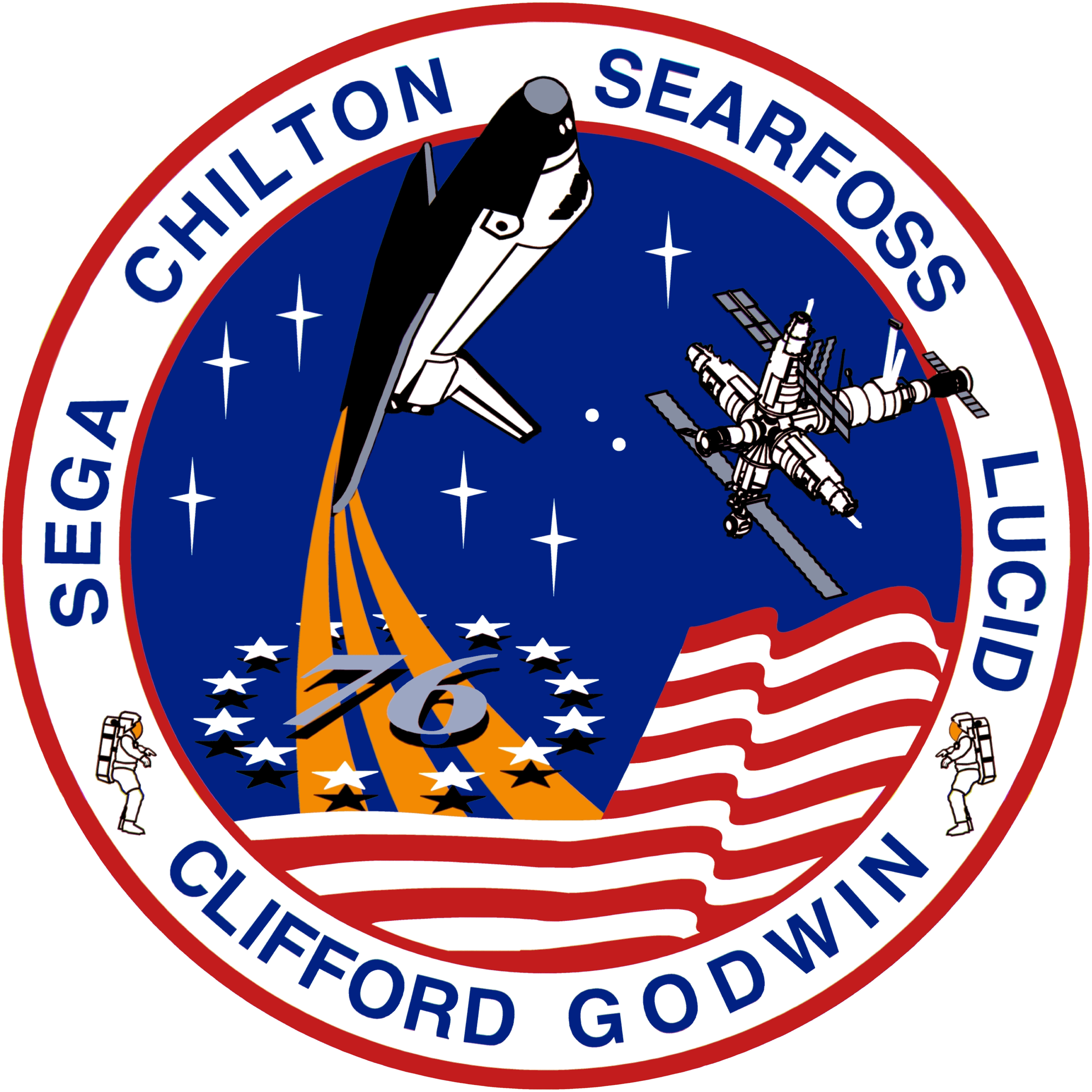
STS-76
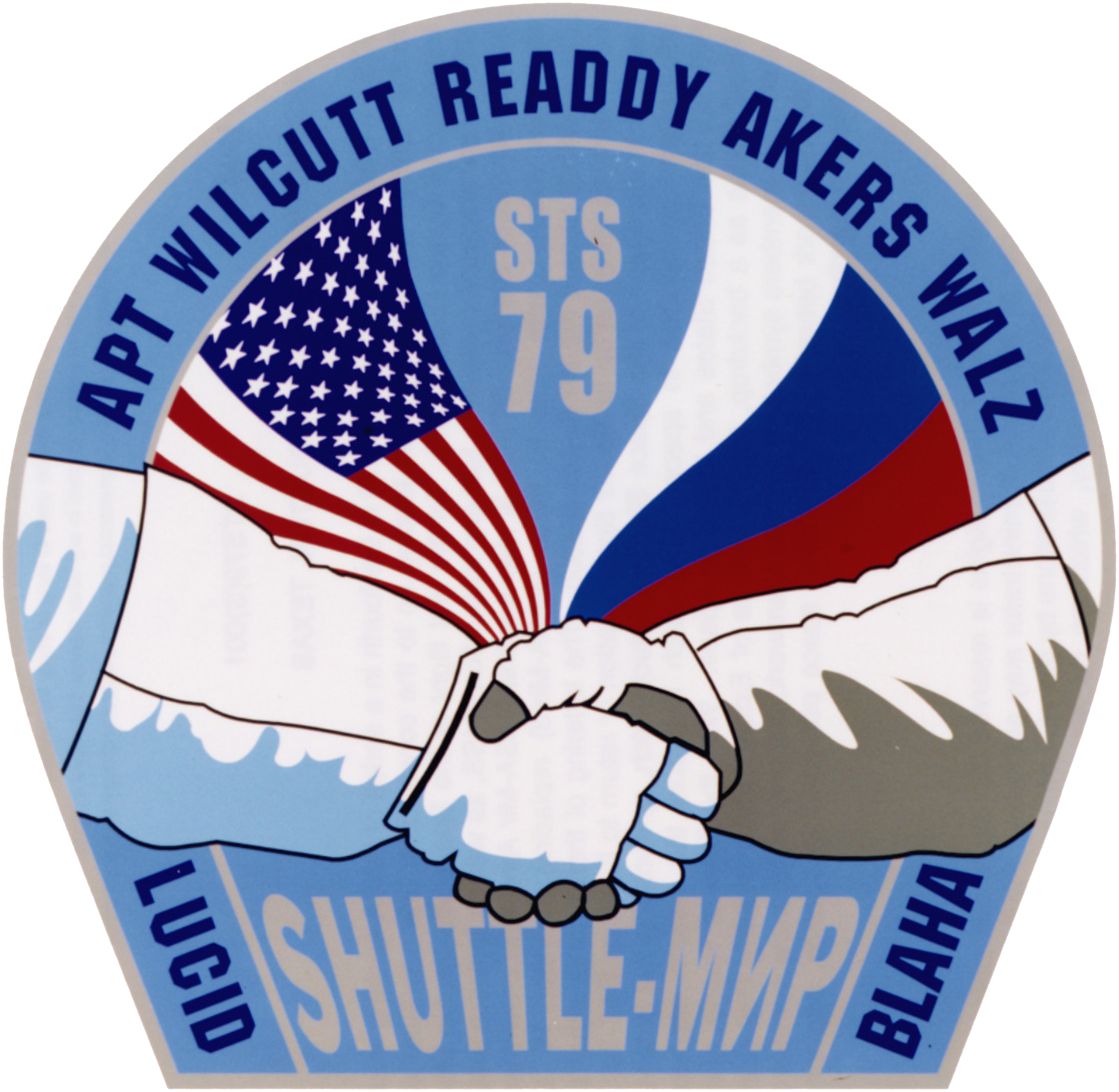
STS-79
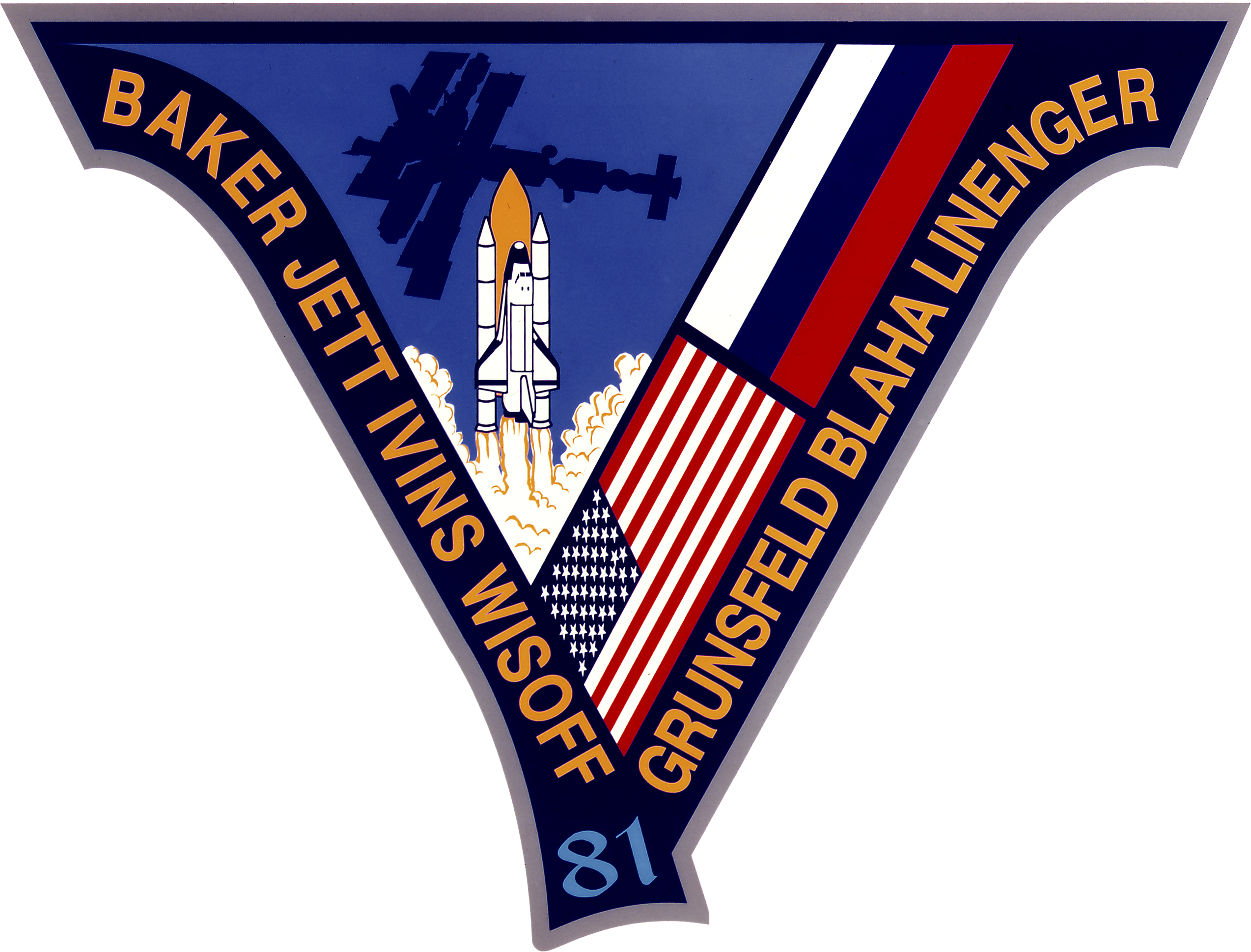
STS-81
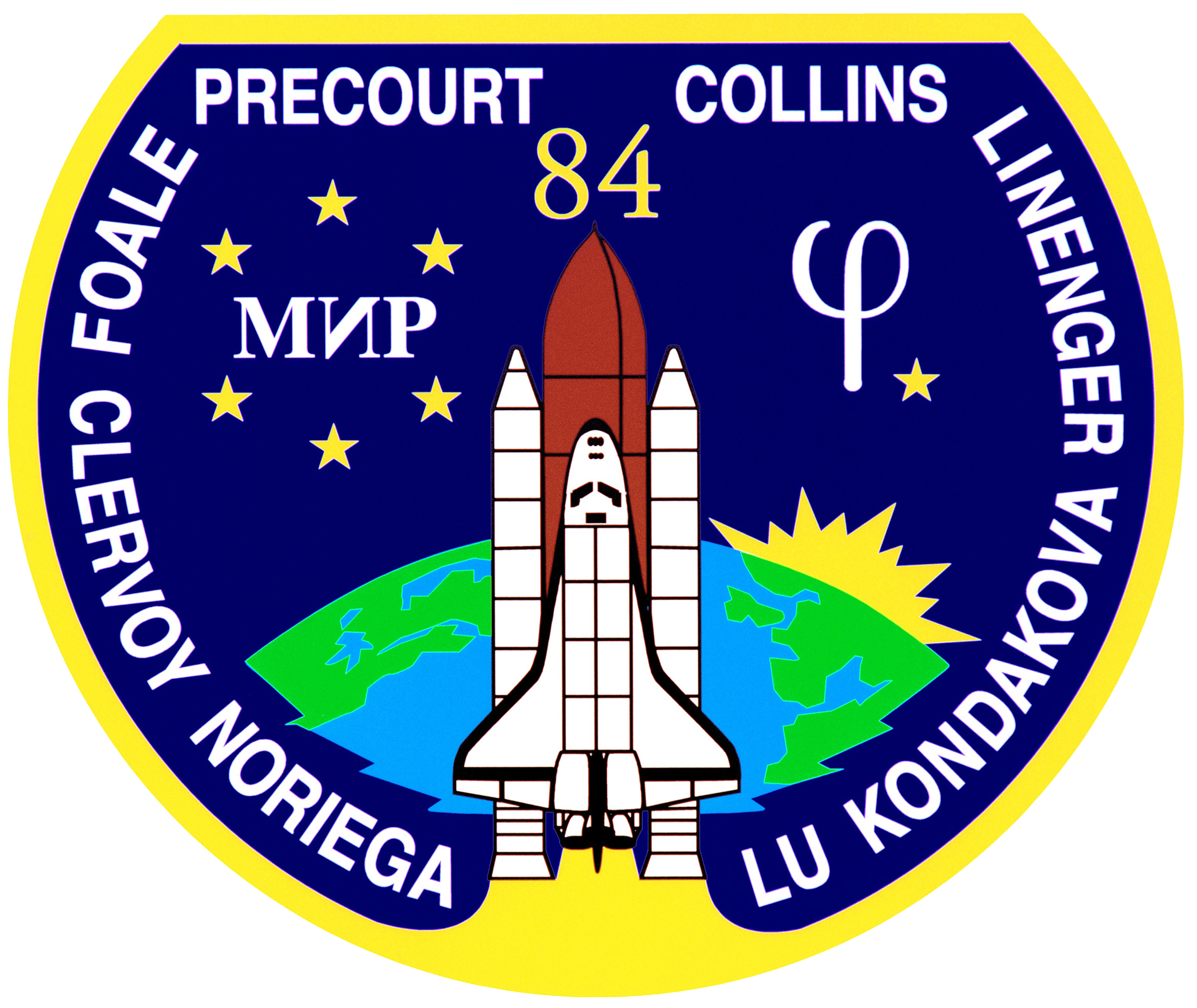
STS-84
STS-86
STS-89
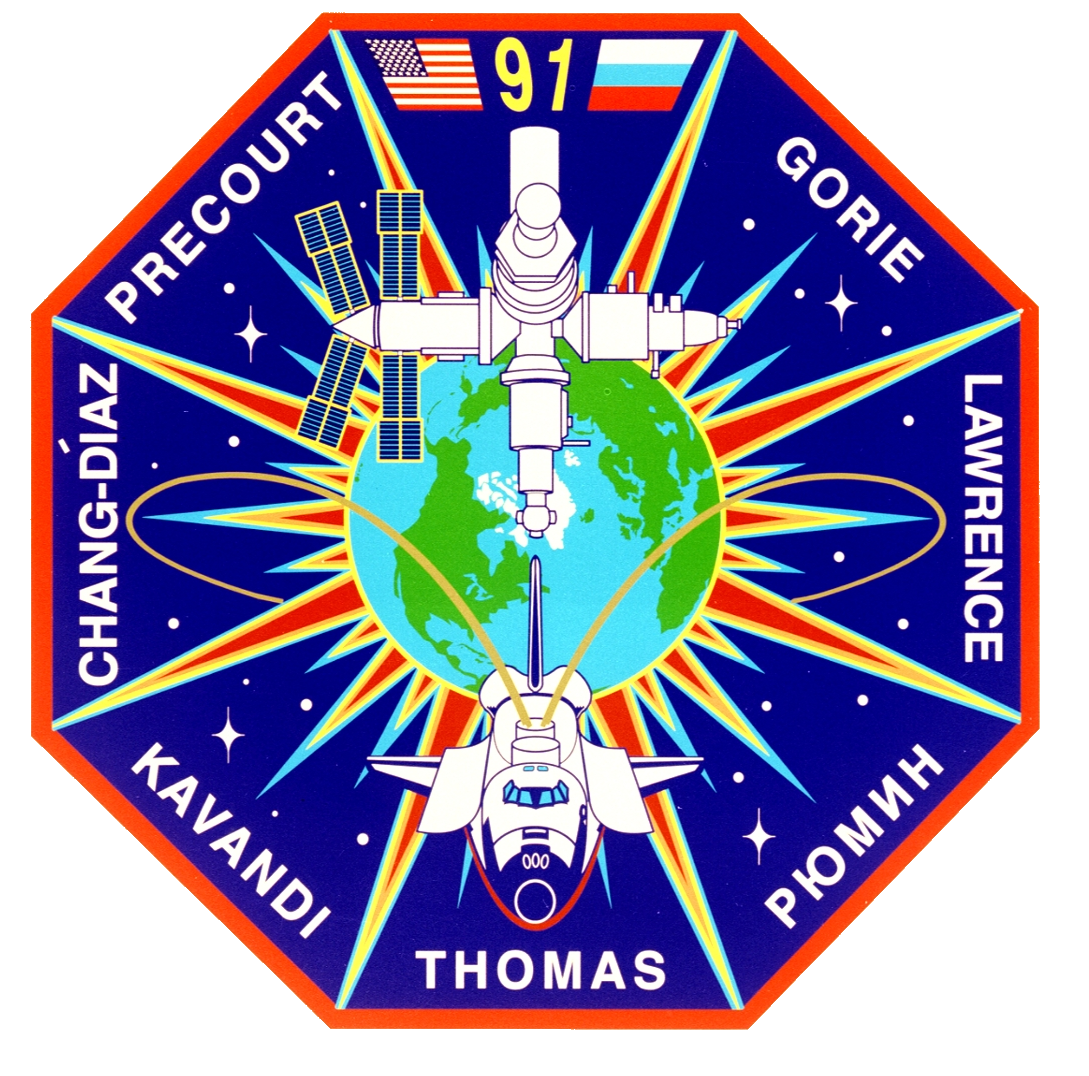
STS-91